# Франсиско Пікассо
Франсиско Пікассо (19 червня 1982) — уругвайський плавець.
Учасник Олімпійських Ігор 2000, 2008 років.